# Morti nel 2005/Marzo
| Questa pagina contiene informazioni ricavate automaticamente dalle voci biografiche con l'ausilio del template Bio e di un bot. L'aggiornamento è periodico e automatico e ricostruisce completamente la pagina. Se manca una persona in questa lista, sei pregato di non aggiungerla, ma accertati piuttosto che la sua voce biografica contenga il template Bio e che i dati anagrafici siano correttamente compilati. Se il template Bio manca, inseriscilo tu stesso o, in alternativa, metti l'avviso {{tmp\|Bio}} che ne segnala la mancanza. Se i dati riportati sono sbagliati, correggi direttamente la voce biografica; le modifiche saranno visibili in questa lista entro pochi giorni. Per chiarimenti vedi il progetto biografie. La lista contiene solo le 134 persone che sono citate nell'enciclopedia e per le quali è stato implementato correttamente il template Bio. Pagina aggiornata al 26 apr 2025. |

- 1º marzo - Sergio Campanato, matematico italiano (n. 1930)
- 1º marzo - Alberto Castagna, giornalista, conduttore televisivo e autore televisivo italiano (n. 1945)
- 1º marzo - Henry Johannessen, calciatore norvegese (n. 1923)
- 1º marzo - Alba Maiolini, attrice italiana (n. 1916)
- 1º marzo - Giorgio Punzo, naturalista, etologo e filosofo italiano (n. 1911)
- 1º marzo - Jiří Trnka, calciatore cecoslovacco (n. 1926)
- 2 marzo - Massimo Annesi, avvocato e giurista italiano (n. 1923)
- 2 marzo - Martin Denny, pianista e compositore statunitense (n. 1911)
- 2 marzo - Tillie K. Fowler, politica e avvocato statunitense (n. 1942)
- 2 marzo - Elmar Huseynov, giornalista azero (n. 1967)
- 2 marzo - Viktor Kapitonov, ciclista su strada e dirigente sportivo sovietico (n. 1933)
- 2 marzo - Nico Messina, allenatore di pallacanestro italiano (n. 1922)
- 2 marzo - Mario Moreno, calciatore cileno (n. 1935)
- 2 marzo - Corrado Pani, attore e doppiatore italiano (n. 1936)
- 2 marzo - Serge de Beaurecueil, presbitero e islamista francese (n. 1917)
- 3 marzo - Rinus Michels, calciatore e allenatore di calcio olandese (n. 1928)
- 4 marzo - Nicola Calipari, poliziotto, militare e agente segreto italiano (n. 1953)
- 4 marzo - Jurij Kravčenko, militare e politico ucraino (n. 1951)
- 4 marzo - Simon Milward, dirigente sportivo britannico (n. 1965)
- 4 marzo - Agostino Racalbuto, psicoanalista italiano (n. 1948)
- 4 marzo - Alberto Serti, pugile italiano (n. 1933)
- 5 marzo - George Worsley Adamson, disegnatore, illustratore e incisore statunitense (n. 1913)
- 5 marzo - Giuliana Cini, fisica italiana (n. 1930)
- 5 marzo - Sergiu Comissiona, direttore d'orchestra e violinista rumeno (n. 1928)
- 5 marzo - Morris Engel, fotografo e regista statunitense (n. 1918)
- 5 marzo - Hans-Werner Seher, pallanuotista tedesco (n. 1929)
- 6 marzo - Hans Bethe, fisico e astronomo tedesco (n. 1906)
- 6 marzo - Hans von der Groeben, funzionario, politico e giornalista tedesco (n. 1907)
- 6 marzo - Chris van der Klaauw, politico e diplomatico olandese (n. 1924)
- 6 marzo - Gladys Marín, politica cilena (n. 1937)
- 6 marzo - Silvio Ortona, politico, partigiano e sindacalista italiano (n. 1916)
- 6 marzo - Teresa Wright, attrice statunitense (n. 1918)
- 7 marzo - Helon Blount, attrice e cantante statunitense (n. 1929)
- 7 marzo - John Box, scenografo britannico (n. 1920)
- 7 marzo - José Gottardi Cristelli, arcivescovo cattolico italiano (n. 1923)
- 7 marzo - Willis Hall, sceneggiatore e scrittore britannico (n. 1929)
- 7 marzo - Jan Hannelius, compositore di scacchi finlandese (n. 1916)
- 7 marzo - Debra Hill, sceneggiatrice e produttrice cinematografica statunitense (n. 1950)
- 7 marzo - Sergio Sablich, musicologo e saggista italiano (n. 1951)
- 8 marzo - Larry Bunker, batterista, percussionista e vibrafonista statunitense (n. 1928)
- 8 marzo - Hans Bänziger, storico e scrittore svizzero (n. 1917)
- 8 marzo - Cesare Lattes, fisico brasiliano (n. 1924)
- 8 marzo - Aslan Maschadov, generale e politico russo (n. 1951)
- 8 marzo - Brigitte Mira, attrice tedesca (n. 1910)
- 8 marzo - Flora Volpini, scrittrice, pittrice e politica italiana (n. 1908)
- 9 marzo - Glenn Davis, giocatore di football americano statunitense (n. 1924)
- 9 marzo - Sheila Gish, attrice britannica (n. 1942)
- 9 marzo - Sam Goodwin, allenatore di calcio e calciatore scozzese (n. 1943)
- 9 marzo - Martin Hocke, scrittore inglese (n. 1938)
- 9 marzo - István Nyers, calciatore ungherese (n. 1924)
- 9 marzo - Giuseppe Šebesta, scrittore, artista e etnografo italiano (n. 1919)
- 10 marzo - Giulio Battelli, archivista, paleografo e diplomatista italiano (n. 1904)
- 10 marzo - Bruno Manser, antropologo e attivista svizzero (n. 1954)
- 10 marzo - Aldo Mondino, artista italiano (n. 1938)
- 10 marzo - Jacqueline Pierreux, attrice francese (n. 1923)
- 10 marzo - Vittorio Provenza, politico italiano (n. 1926)
- 11 marzo - Vittore Colorni, storico italiano (n. 1912)
- 11 marzo - Aurelio Fierro, cantante e attore italiano (n. 1923)
- 11 marzo - Paolo Spinola, sceneggiatore, regista e imprenditore italiano (n. 1929)
- 12 marzo - Aleksandar Atanacković, calciatore jugoslavo (n. 1920)
- 12 marzo - Shōko Ema, poetessa e paroliera giapponese (n. 1913)
- 12 marzo - Stanley James Grenz, teologo statunitense (n. 1950)
- 12 marzo - Philip Lamantia, poeta e scrittore statunitense (n. 1927)
- 12 marzo - Guglielmo Spoletini, attore italiano (n. 1929)
- 13 marzo - Jason Evers, attore statunitense (n. 1922)
- 13 marzo - Giorgio Lago, giornalista italiano (n. 1937)
- 13 marzo - Fernando Ronchetti, pittore italiano (n. 1923)
- 14 marzo - Gino Ciolini, teologo italiano (n. 1919)
- 14 marzo - Abele Conigli, vescovo cattolico italiano (n. 1913)
- 14 marzo - Giuseppe Torti, vescovo cattolico svizzero (n. 1928)
- 14 marzo - Akira Yoshizawa, artista giapponese (n. 1911)
- 15 marzo - Audrey Callaghan, britannica (n. 1915)
- 15 marzo - Giorgio Cingoli, giornalista italiano (n. 1926)
- 15 marzo - Don Durant, attore statunitense (n. 1932)
- 15 marzo - Otar Korkia, cestista e allenatore di pallacanestro sovietico (n. 1923)
- 15 marzo - Miklós Kretzoi, geologo e paleontologo ungherese (n. 1907)
- 15 marzo - Bill McGarry, calciatore e allenatore di calcio inglese (n. 1927)
- 15 marzo - Bert Pronk, ciclista su strada olandese (n. 1950)
- 16 marzo - Arciso Artesiani, pilota motociclistico italiano (n. 1922)
- 16 marzo - Mohammed Bijeh, serial killer iraniano (n. 1982)
- 16 marzo - William Brown, ingegnere inglese (n. 1928)
- 16 marzo - Sergiu Cunescu, politico rumeno (n. 1923)
- 16 marzo - Ralph Erskine, architetto inglese (n. 1914)
- 16 marzo - Eric Johnston, pallanuotista australiano (n. 1914)
- 16 marzo - William Lehman, politico statunitense (n. 1913)
- 17 marzo - Renzo Alverà, bobbista italiano (n. 1933)
- 17 marzo - Alberto Barbieri, calciatore italiano (n. 1914)
- 17 marzo - Gary Bertini, direttore d'orchestra e compositore israeliano (n. 1927)
- 17 marzo - Bobby Flavell, allenatore di calcio e calciatore scozzese (n. 1921)
- 17 marzo - George Frost Kennan, diplomatico, storico e ambasciatore statunitense (n. 1904)
- 17 marzo - Norm Mager, cestista statunitense (n. 1926)
- 17 marzo - Adrian Marino, saggista, critico letterario e storico della letteratura romeno (n. 1921)
- 17 marzo - Duilio Mengozzi, presbitero e insegnante italiano (n. 1915)
- 17 marzo - Andre Norton, scrittrice statunitense (n. 1912)
- 17 marzo - Wayne Pedzwater, bassista statunitense (n. 1956)
- 17 marzo - Czesław Słania, incisore polacco (n. 1921)
- 17 marzo - Theodor Uppman, baritono statunitense (n. 1920)
- 19 marzo - Ben Dalley, pallanuotista australiano (n. 1916)
- 19 marzo - John DeLorean, imprenditore statunitense (n. 1925)
- 19 marzo - Gianluigi Di Franco, musicista italiano (n. 1953)
- 19 marzo - Wim van der Gijp, calciatore olandese (n. 1928)
- 19 marzo - Jader Jacobelli, giornalista italiano (n. 1918)
- 20 marzo - Silvio Livio Rossi, pittore italiano (n. 1906)
- 21 marzo - Franco Bertoldi, pedagogista italiano (n. 1920)
- 21 marzo - Barney Martin, attore statunitense (n. 1923)
- 21 marzo - Stanley Sadie, critico musicale e musicologo inglese (n. 1930)
- 22 marzo - Clemente Domínguez, religioso spagnolo (n. 1946)
- 22 marzo - Rod Price, chitarrista britannico (n. 1947)
- 22 marzo - Kenzō Tange, architetto e urbanista giapponese (n. 1913)
- 23 marzo - Elia Frosio, pistard e ciclista su strada italiano (n. 1913)
- 23 marzo - Romeo Giovannini, giornalista, scrittore e critico letterario italiano (n. 1913)
- 23 marzo - János Hrotkó, calciatore e allenatore di calcio ungherese (n. 1922)
- 24 marzo - Maria Bonino, pediatra italiana (n. 1953)
- 24 marzo - Shelley Mann, nuotatrice statunitense (n. 1937)
- 25 marzo - Giuseppe Calzolari, calciatore italiano (n. 1934)
- 25 marzo - Pietro Micheletti, militare italiano (n. 1900)
- 26 marzo - James Callaghan, politico e militare britannico (n. 1912)
- 27 marzo - Vittoriano Della Cananea, violoncellista e insegnante italiano (n. 1919)
- 27 marzo - Antonio Téllez Sola, giornalista, storico e anarchico spagnolo (n. 1921)
- 27 marzo - Eugenio Turri, geografo, scrittore e viaggiatore italiano (n. 1927)
- 27 marzo - Ahmed Zaki, attore egiziano (n. 1949)
- 28 marzo - Raffaello Baldini, poeta e scrittore italiano (n. 1924)
- 28 marzo - Pál Losonczi, politico ungherese (n. 1919)
- 28 marzo - Moura Lympany, pianista britannica (n. 1916)
- 28 marzo - Tommaso Paloscia, giornalista, critico d'arte e storico dell'arte italiano (n. 1918)
- 28 marzo - Robert Slatzer, scrittore, critico letterario e regista statunitense (n. 1927)
- 29 marzo - Mario Bertuzzi, calciatore e allenatore di calcio italiano (n. 1918)
- 29 marzo - Howell Heflin, politico statunitense (n. 1921)
- 30 marzo - Fred Korematsu, attivista statunitense (n. 1919)
- 30 marzo - Derrick Plourde, batterista statunitense (n. 1971)
- 31 marzo - Elio Apih, storico italiano (n. 1922)
- 31 marzo - József Károlyi, calciatore ungherese (n. 1925)
- 31 marzo - Terri Schiavo, statunitense (n. 1963)
- 31 marzo - Jonathan Zacks, cestista israeliano (n. 1954)